# Vers endecasilabic
Versul endecasilabic (hendecasilabul) (din latină hendecasyllabus) are 11 silabe. El se prezintă de obicei sub două variante:
A. Endecasilabul coliamb este format din 11 silabe, cinci iambi și un troheu. 
B. Endecasilabul felecian este format din un troheu, un dactil si încă trei trohei.

## Tipuri de versuri endecasilabice
- Vers alcaic = vers endecasilabic greco-latin, de un ritm foarte armonios, creat de poetul Alceu;
- Vers safic = vers endecasilabic cu cinci picioare (troheu, spondeu, dactil, doi trohei), cu cezură după al doilea picior de vers, atribuit poetei Safo și folosit în vechea lirică greacă și latină.